# Urbanna
Urbanna est une ville située dans le comté de Middlesex, en Virginie, aux États-Unis. Lors du recensement de 2000, sa population s’élevait à 543 habitants.

## Source
- (en) Cet article est partiellement ou en totalité issu de l’article de Wikipédia en anglais intitulé « Urbanna, Virginia » (voir la liste des auteurs).